# Sonderabzeichen Kommandant
Das Sonderabzeichen Kommandant für den Kommandanten eines Kriegsschiffes der Marine der Bundeswehr kennzeichnet die herausgehobene Dienststellung und die in der Bundesrepublik Deutschland einzigartige Rechtsstellung dieses Dienstpostens.

## Ausführung
Das Sonderabzeichen ist als fünfzackiger Stern (Seestern) ausgeführt. Seine Spitzen liegen auf einem endlosen, als Seil stilisierten Ring (Durchmesser 20 mm). Er ist metallgeprägt und goldfarben. Einen Seestern hat auch das Laufbahnabzeichen „Seestern“ für Offiziere und Offizieranwärter des Truppendienstes und des militärfachlichen Dienstes der Marine.

## Trageberechtigung
Trageberechtigt sind Soldaten der Marine, die die Dienststellung „Kommandant“ innehaben. Eine gesonderte Nachweispflicht entfällt, da die Besetzung des Dienstpostens „Kommandant“ Eingang in die Zusatzakte/Klarsichthülle/Stammakte findet. Nach Einweisung in den Dienstposten und mit Kommandoübernahme darf das Kommandantenabzeichen getragen werden. Es darf nicht „ehrenhalber“ verliehen werden.

## Aushändigung
Dem Soldaten wird ein metallgeprägtes Abzeichen ausgehändigt.

## Trageweise

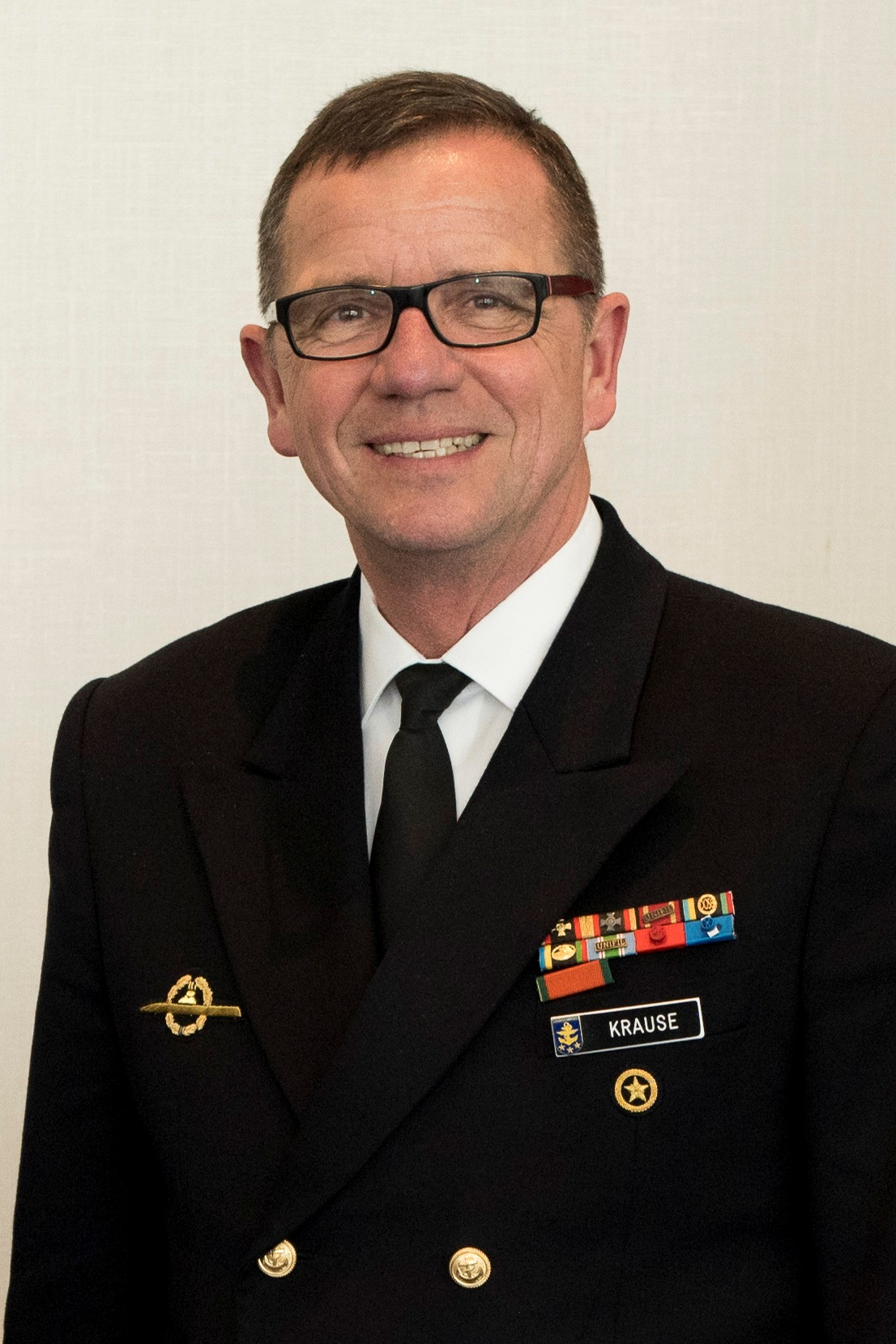
Trageweise des Kommandantensterns bei einem ehemaligen Kommandanten, hier Vizeadmiral Andreas Krause, Inspekteur der Marine

Das Kommandantenabzeichen wird auf der rechten Brustseite über der Brusttasche getragen, bei Dienstjacken ohne aufgesetzte Taschen an entsprechender Stelle. Bei mehreren Sonderabzeichen wird das Kommandantenabzeichen an oberster Stelle getragen. Selbstbeschaffte hand- oder maschinengestickte Abzeichen in der passenden Grundtuchfarbe sind am Dienstanzug und Gesellschaftsanzug entweder handgestickt, goldfarben oder maschinengestickt, goldgelb.

## Trageberechtigung und Trageweise ehemaliger Kommandanten
Das Abzeichen kann auch nach der Verwendung als Kommandant getragen werden. Ehemalige Kommandanten tragen es dann auf der linken Brustseite unter dem Namensschild oder an entsprechender Stelle.